# ملوان زبل و پسر
ملوان زبل و پسر (به انگلیسی: Popeye and Son) یک انیمیشن سریالی در ژانر کمدی موقعیت و ماجراجویی است که از ۱۹ سپتامبر ۱۹۸۷ در قالب ۱۳ اپیزود از شبکه سی‌بی‌اس پخش شد. این سریال ادامه سریال‌های قبلی شخصیت ملوان زبل است.

## تفاوت‌ها با منبع اصلی
در این سریال، تغییرات قابل توجهی نسبت به سریال‌های قبلی دیده می‌شود. از جمله لباس ملوان زبل که از رنگ سیاه به رنگ سرخ تغییر کرد. همچنین اضافه شدن پسر ملوان زبل که جونیور نام داشت که از اسفناج متنفر بود.

## بازخوردها
این سریال با نقدهای متوسطی روبه‌رو شد. منتقدین از عدم وفاداری سریال به کمیک بوک‌های ملوان زبل، از نظر بصری و داستانی انتقاد کردند.